# Christoph Wyneken

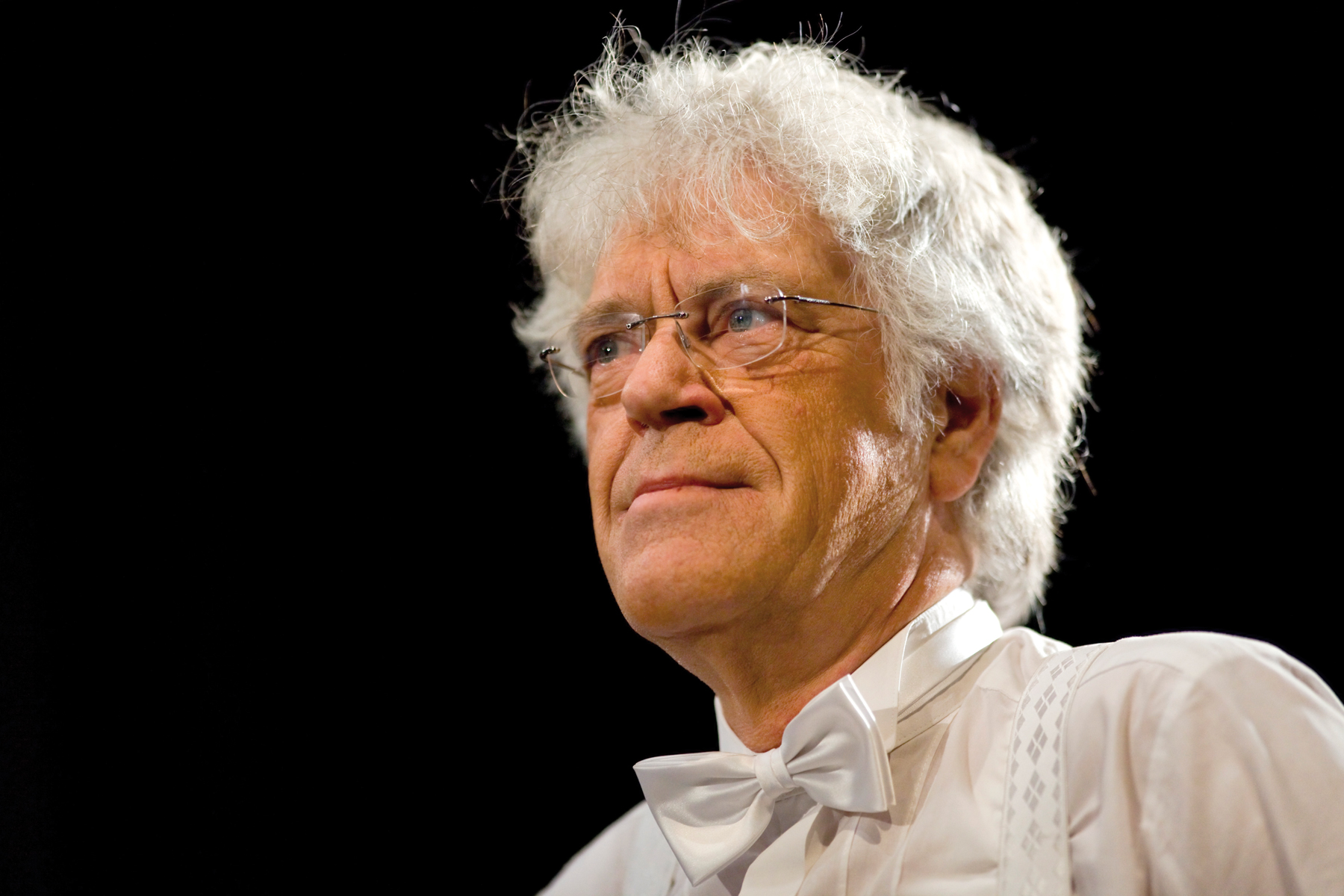
Christoph Wyneken

Christoph Wyneken (* 1941 in Berlin) ist ein deutscher Geiger und Dirigent. 

## Leben und Wirken
Wyneken studierte Violine und Dirigieren an den Musikhochschulen Berlin, Detmold und Austin (Texas, USA).
Als Geiger musizierte er beim Radio-Sinfonieorchester Berlin, bei den Berliner Philharmonikern und als erster Konzertmeister der Radiophilharmonie Hannover des NDR. Christoph Wyneken hatte einen Lehrauftrag für Kammermusik/Violine an der Hochschule für Musik Freiburg.
Wynekens Engagement in der Nachwuchsförderung und als Dirigent des Landesjugendorchesters Baden-Württemberg wurde 2003 mit dem Bundesverdienstkreuz am Bande gewürdigt.
Eine Zusammenarbeit verbindet Wyneken mit Musikhochschulen in Deutschland, Japan, Polen und den USA. Er war Gastprofessor an der Musikhochschule "Musashino" in Tokio/Japan und leitete Konzertprojekte des Hochschulorchesters mit anschließenden Konzertreisen durch die Musikzentren Japans. In Bangkok dirigierte Christoph Wyneken Projekte des Südostasiatischen Studentenorchesters SAYOWE. Seit den 2010er Jahren ist Christoph Wyneken Dozent des Idyllwild Festivals in Los Angeles.
2009 folgte er erstmals einer Einladung an die Musikhochschule USC in Los Angeles. Christoph Wyneken leitet sowohl professionelle als auch Studenten- und Jugendorchester. Er hatte Dirigate mit den Berufsorchestern Radiophilharmonie des NDR Hannover, das Berner Sinfonieorchester, das Philharmonische Staatsorchester Halle, die Breslauer Philharmoniker, die Stuttgarter Philharmoniker, das Stuttgarter Kammerorchester, die Schlesische Philharmonie.